# Czas na opowieść
Czas na opowieść – brytyjsko-polski program telewizyjny emitowany w latach 2012–2013 w stacji CBeebies. Prezenterka stacji – Aneta Bożena Piotrowska – opowiadała w nim znane historie dla dzieci. Premiera odbyła się 6 lutego 2012 roku na antenie stacji CBeebies. Serię emitowano do 31 marca 2013 roku.
Niektóre odcinki serialu dostępne były na stronie internetowej stacji CBeebies o wiele dłużej niż ich telewizyjna emisja.

## Opis
W każdym odcinku prowadząca Aneta Piotrowska czyta tradycyjne bajki. Jej opowieściom towarzyszą obrazki z książeczek dla dzieci i zabawne efekty dźwiękowe. Najmłodsi widzowie poznają m.in. historie o magicznym kociołku, Kopciuszku, szewcu i skrzatach, trzech koziołkach, Złotowłosce, Emilce-Tygrysce oraz o wielkiej rzepce.